# 東武200系電車
東武200系電車（とうぶ200けいでんしゃ）は、東武鉄道の電車（特急形車両）である。
本項では基本番台の200型のほか、主要機器の仕様が異なる250型電車についても記述する。

## 概要
従来1800系によって運行されていた急行列車「りょうもう」は、運行開始以来赤城・伊勢崎方面と都心部を直結する通勤・観光列車として年々需要が増大し、東武においてもそれら需要に応えるべく運行本数増など輸送力増強が図られた。また、1984年（昭和59年）8月のダイヤ改正以降は速達需要への高まりからスピードアップも行われ、運行ダイヤ上の運転最高速度が105 km/hに引き上げられた。
「りょうもう」を1800系で継続運用した場合、これ以上のスピードアップは同系列の性能上困難であり、また将来的に検討されていた「りょうもう」の特急列車格上げに関連して、接客設備面ならびに性能面において1800系を上回る新型車両が必要とされたことから、設計・製造されたものが200型である。1990年（平成2年）11月から1998年（平成10年）1月にかけて6両編成9本、計54両が東急車輛製造・アルナ工機において更新された。
200型（元1700系・1720系）に際しては、構体は台枠より更新したものの、台車・主電動機など一部の主要機器については当時100系「スペーシア」の増備に伴って代替が進行していた1700系・1720系「DRC」を更新しており、本系列は全車とも1700系・1720系の構体更新名義で竣工している。
さらに1998年（平成10年）2月には6両編成1本が増備された。種車であった1700系・1720系は計9編成54両しかなかったことから、増備編成については主要機器を含めて完全新製され、250型と別形式に区分された。その250型は、設計段階では1800系を活用する計画であったが、これを中止し、当時増備が進められていた30000系通勤形電車と同一の機器、すなわちVVVFインバータ制御やボルスタレス台車といった当時の最新技術を採用したため、200型とは仕様が全く異なる。
同編成の落成に伴って1800系は「りょうもう」運用より完全撤退し、「りょうもう」は全て200型・250型によって統一され、翌1999年（平成11年）3月のダイヤ改正において「りょうもう」は急行列車から特急列車に格上げされた。

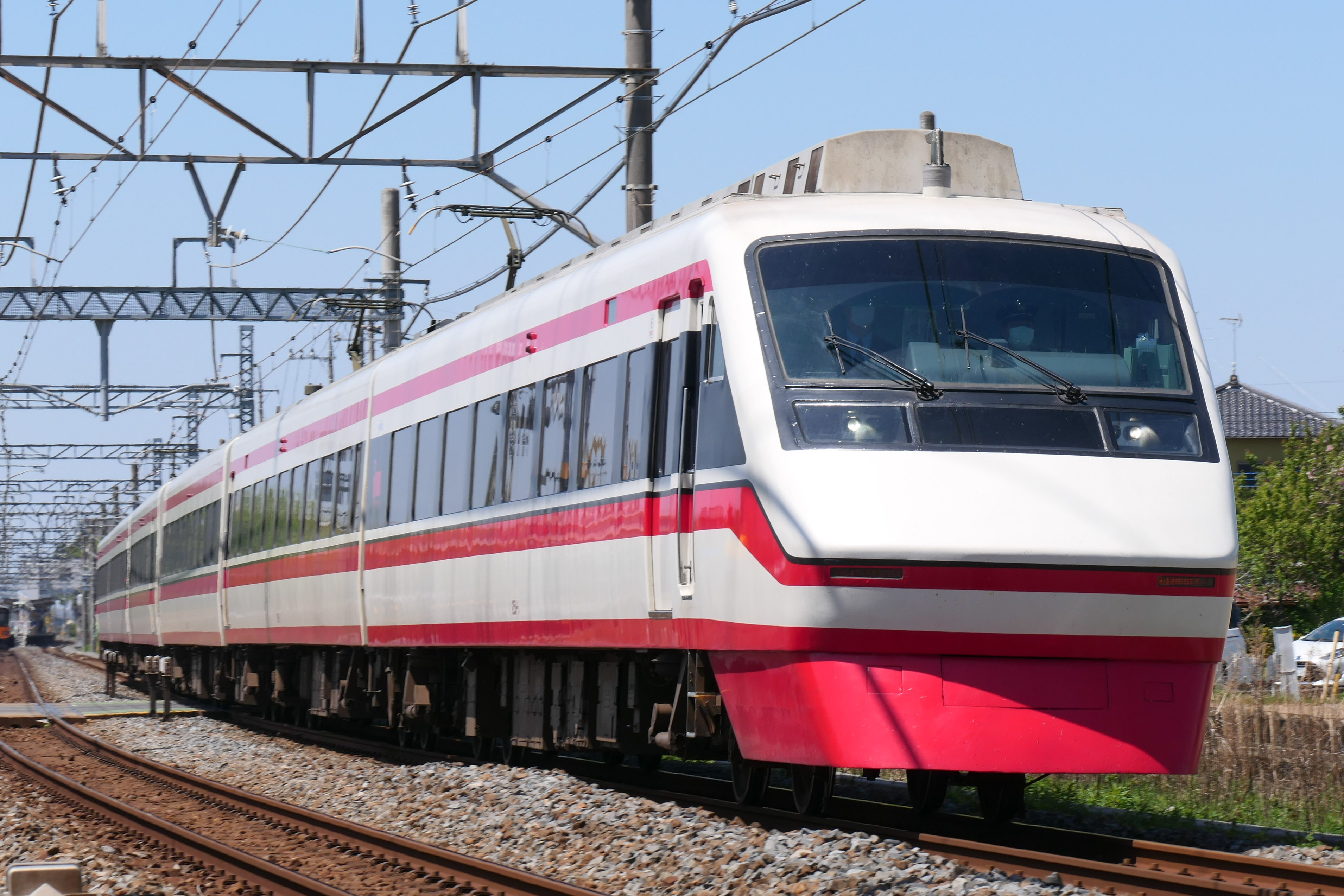
250型（2021年4月23日 和戸駅－東武動物公園駅間）

## 車体
構体は耐久性に考慮して耐候性鋼板を用いた全鋼製車体である。前頭部形状は100系同様に流線形ながら、三次元曲線を多用しソフトな感覚を演出した100系とは異なり、シャープさとスピード感を演出した直線基調のデザインとなった。前面窓は1枚の大型曲面ガラスによって構成され、直下には前照灯と発光ダイオード (LED) 式の後部標識灯を1つのケースに収めたライトユニットが左右2箇所に埋め込み配置されている。前面腰部にはLED式の通過標識灯が同じく左右2箇所に配置され、1800系で設置された電照式列車愛称表示器は本系列においては省略された。前照灯については200型201F - 206Fは通常のシールドビームが採用されたが、1997年（平成9年）2月に竣功した207F以降においてはHID式高輝度放電灯（HIDランプ）に改良され、250型においても踏襲された。なお、207Fのみは落成当初ライトユニット内部が白く塗装されていたが、営業運転開始までに他編成同様に黒く塗装された。
車体長は中間車が19,310 mm（全長20,000 mm）であるのに対して、先頭車は20,510 mm（全長21,300 mm）と異なる。これは先頭車においては前頭部を流線形状とした都合上、中間車と比較して先頭部側の台車中心部から車端部側に1,200 mm構体を延長したことによるもので、台車中心間隔（ボギーセンター間隔）については先頭車・中間車とも13,600 mmで統一されている。
車体塗装はジャスミンホワイト■を基調に、車体幕板部・腰板部・裾部に「りょうもう」のシンボルカラーであるローズレッド■の帯が入る。また、腰板部のローズレッド帯については上部が黒■の細線で縁取られ、アクセントとしている。窓周りについては黒塗りとして100系のイメージを踏襲するとともに、引き締まった印象を与えるものとした。さらに編成両端の先頭車2両については連結面寄り側面中央部に"Ryomo"、その下に"TOBU LIMITED EXPRESS"（1999年3月までは"TOBU EXPRESS"）と赤文字で描かれたロゴが貼付されている。
側面窓は幅1,570 mm（一部785 mm）・高さ800 mmの複層型一枚窓で、客用扉は900 mm幅の片開扉を各車片側1箇所備えるが、編成4号車に相当する中間車、モハ200-3形ならびにモハ250-3形のみは、1800系と同等の編成定員を確保する目的から客用扉が省略された。業務用扉も含めて側面に扉が全くない旅客用電車の誕生は、日本国内においては初の事例であった。207F以降においては内装にバリアフリー対策が盛り込まれたことに伴い、編成3号車に相当する中間車モハ200-4形ならびにモハ250-4形の客用扉幅が1,000 mmに拡幅されるとともに車体中央寄りに移設され、隣接する側面窓が785 mm幅に縮小された。これら仕様変更は201 F- 206Fについても1998年（平成10年）までに追加改造が実施され、全編成とも仕様が統一された。
行先・種別表示器は客用扉の無いモハ200-3形ならびにモハ250-3形を除く各車の側面幕板部に設置され、200型201F - 206Fは幕式のものを、207F以降と250型はLED式のものをそれぞれ装備する。
また、前述207Fより連結面転落防止幌が落成当初より設置され、後に201F - 206Fにも新設された。

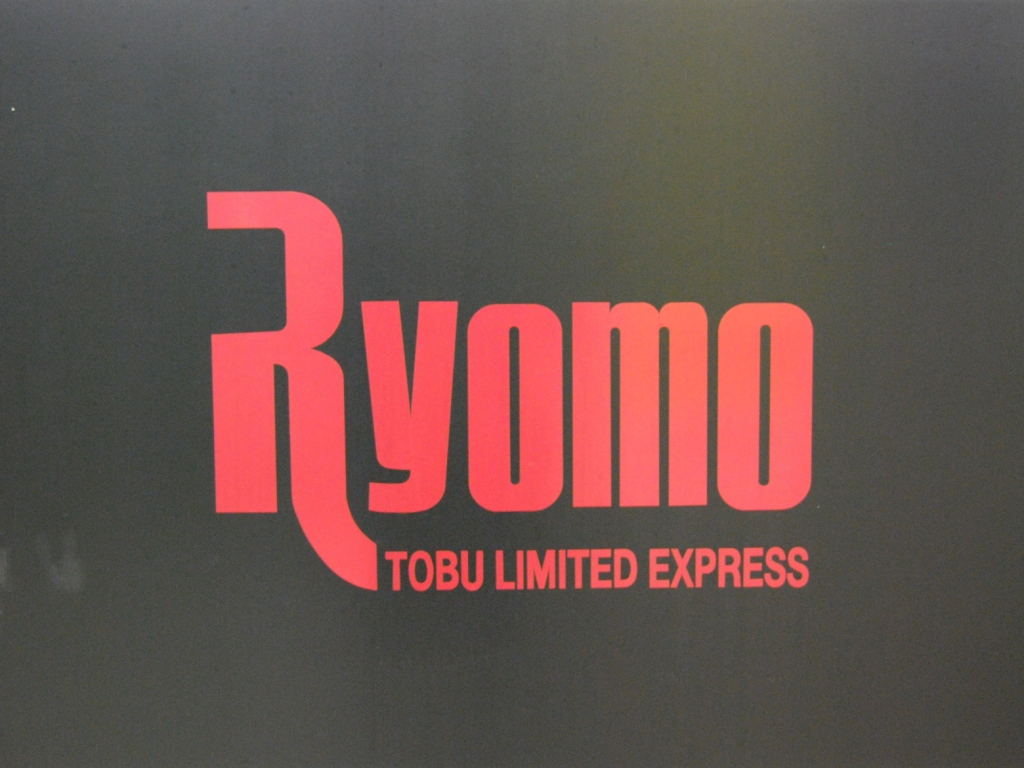
車体側面ロゴ （2008年10月 浅草駅）

## 内装
客用扉と客室間を仕切るデッキを備え、デッキ部の引き扉は客用扉側からはタッチ式スイッチ操作によって、客室側からはセンサーによって開扉動作を行う自動開閉扉である。座席はリクライニング機構を備えた回転式クロスシート仕様である。座席蹴込部に足掛（フットレスト）が設置され、窓側壁部には大型の折り畳み式テーブルが設置された。座席間隔（シートピッチ）は985 mmで、1800系と比較して25 mm拡大されている。座席間隔拡大に伴って1800系と比較して車両1両当たりの座席数が減少したことから、前述のように編成4号車に相当する中間車モハ200-3形ならびにモハ250-3形については客用扉を設置せず、1編成当たりの定員については1800系と同等にされた。
座席については、200型201F・202F・207F - 209Fおよび250型251Fは新品を、203F - 206Fは1700系・1720系の改造をしたものをそれぞれ装備する。改造品の座席は新品の座席と比較して肘掛部の形状が異なるほか、リクライニング機構についても新品がガススプリングを用いた無段階角度調整式（フリーストップ式）であるのに対し、改造品は調整角度が三段階に限定された座面連動型角度調整式である点が相違する。
車内壁部は100系で用いられたものと同一柄のアルミデコラ板が採用されたが、座席モケット表皮ならびにカーテンについては、外装色との調和を考慮してローズレッド系の配色となったことが特徴である。車内窓部はガラス繊維強化プラスチック (GFRP) 製の一体整形カバーで覆われており、窓上のカーテンカバー部にはAM・FMラジオ放送の車内再輻射用アンテナが内蔵された。また、各車のデッキ扉上部には車内設備を表すピクトサインのほか、LEDスクロール表示式の車内案内表示装置が設置され、案内表示装置と連動した自動放送装置も併設した。
トイレは1編成あたり3箇所で、モハ200-1形（6号車）およびモハ200-6形（1号車)が和式、モハ200-4形（3号車）には車椅子対応の大型洋式トイレが設置された。100系とは異なり独立した洗面所は設置されていない。それぞれのトイレの向かい側には清涼飲料水の自動販売機が設置されていたが、運用は2021年8月31日をもって終了しており、機器本体のみが撤去されずに残されている。その他、モハ200-4形（3号車）にはテレホンカード専用車内電話が設置されていたが、mova停波に伴い2012年3月31日で撤去された。
200型207F以降においては、前述のように内装にバリアフリー対策が盛り込まれた。モハ200-4形（3号車）の客用扉寄り最前列の座席を、従来の通路を挟んだ2人掛け2脚から1人掛け2脚に変更して車椅子スペースを新設し、デッキ部引き扉の拡幅ならびにデッキ面積の拡大が実施されたほか、便器も洋式に変更された。なお、後述しているが206編成以前の車両においてもバリアフリー対応の洋式トイレが3号車に設置された。洋式トイレ内にはおむつ替えに使える折りたたみ式ベビーベッドが新設され、トイレ引き戸は押しボタン式の電動自動開閉扉となっている。その他、客室荷棚部および各トイレ内に空気清浄機を新設し、汚物処理装置を従来の循環式から真空式に変更したほか、デッキ部・貫通路の仕切り扉の自動開閉機構を空圧式から電動式に改良した。この結果、3号車の座席定員は従来の64人から58人に減少した。
これらバリアフリー対策を含む改良点については250型251Fにおいても踏襲されたほか、201F - 206Fについても改造工事が実施され、全編成とも3号車の座席定員は58人で統一された。
2014年12月に206Fの座席が新しい物に交換され、フットレストは省略された。

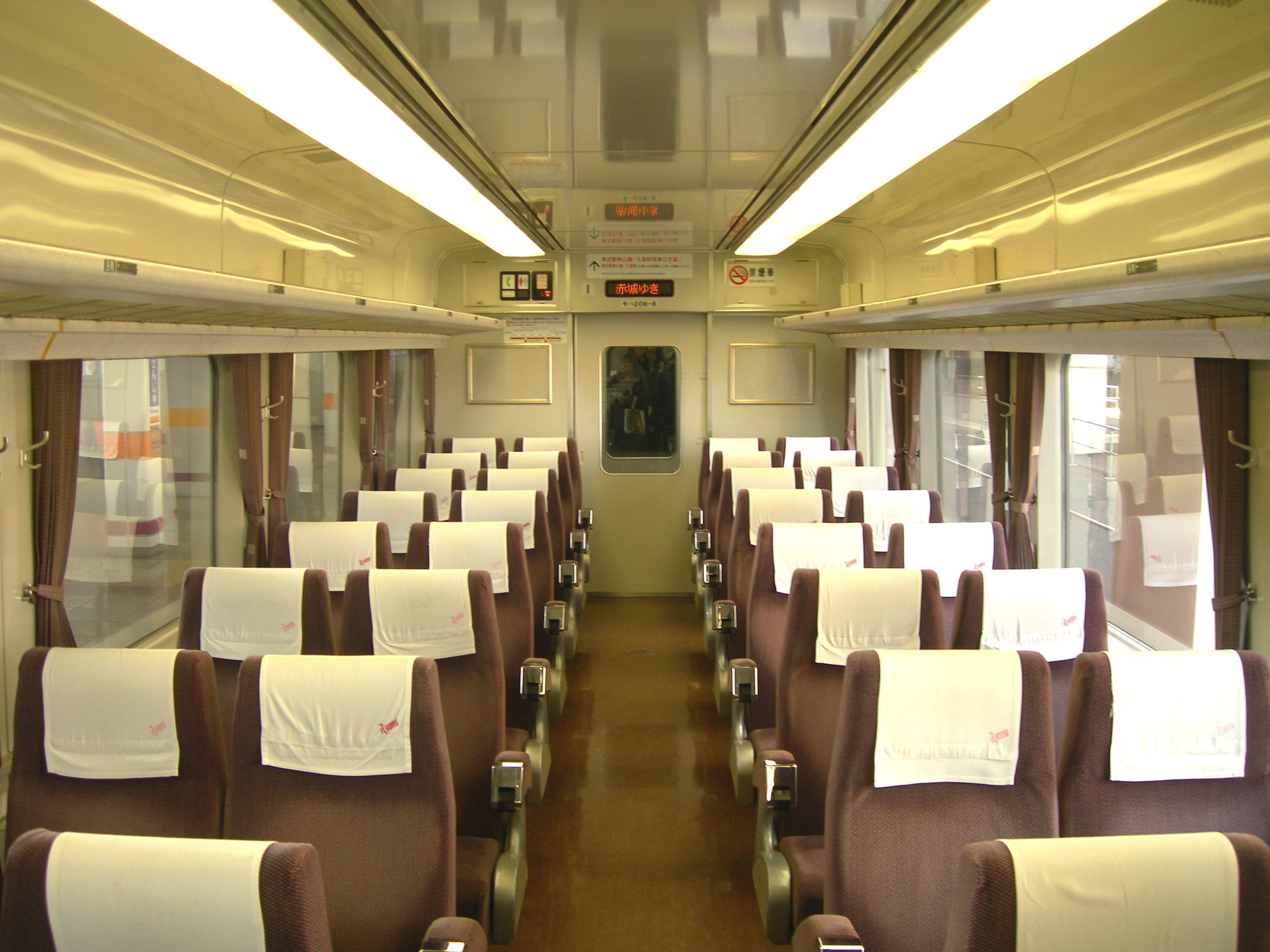
200系車内（206F・2010年1月）
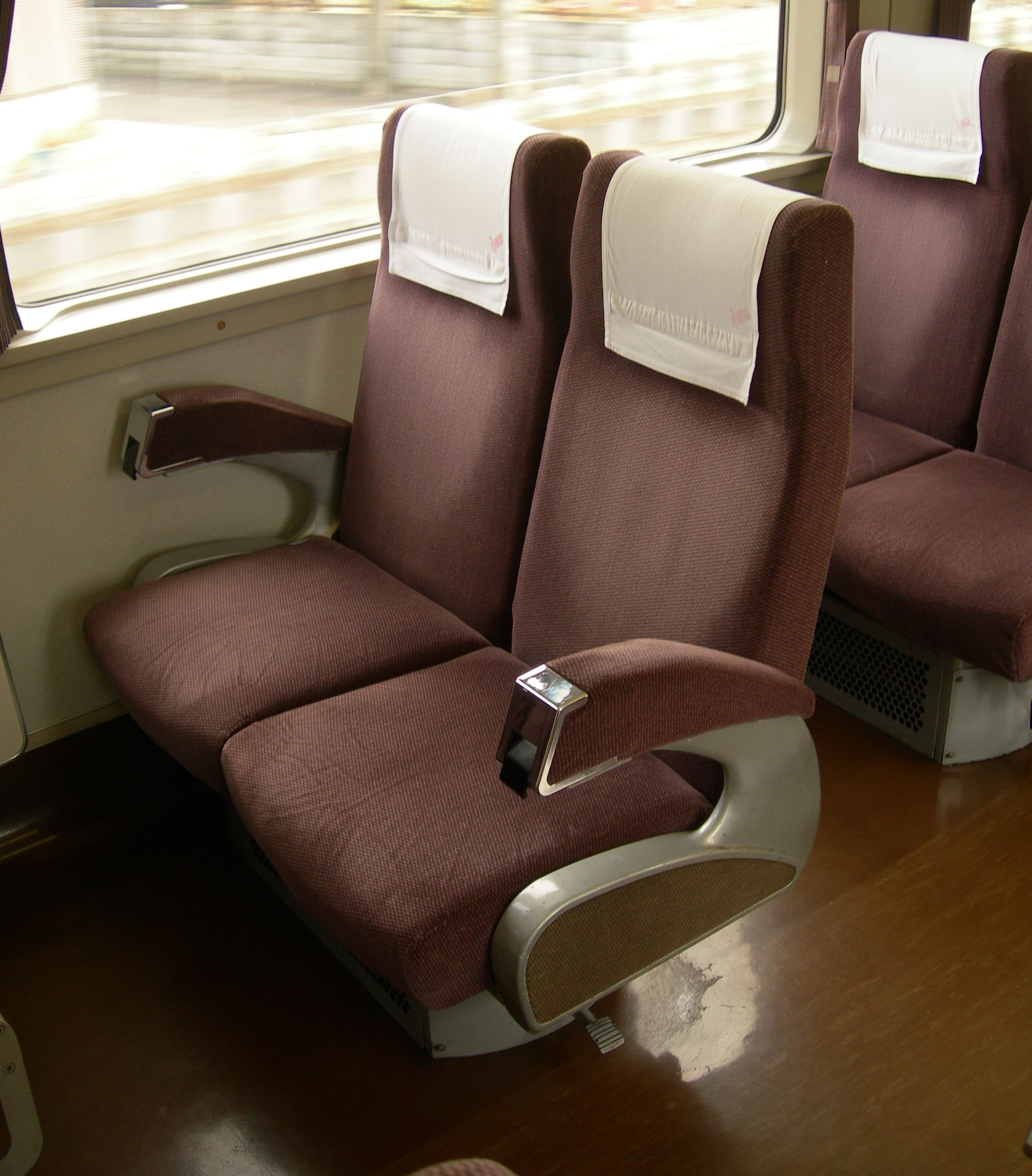
200系座席（206F・2010年1月） DRC座席であり、現存しない
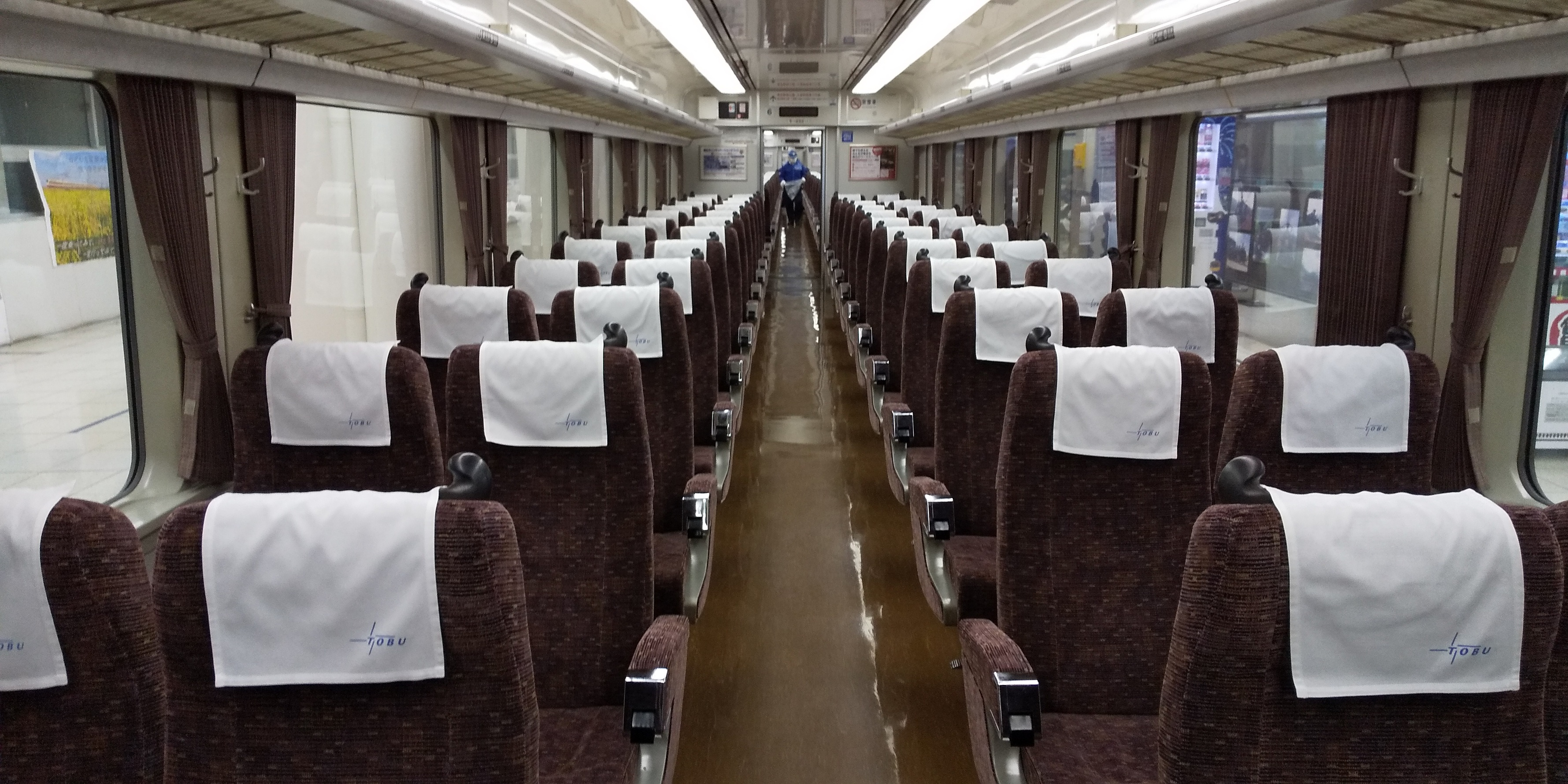
200系車内と座席（1960年代製・2020年10月） 2015年以降、座席模様替え
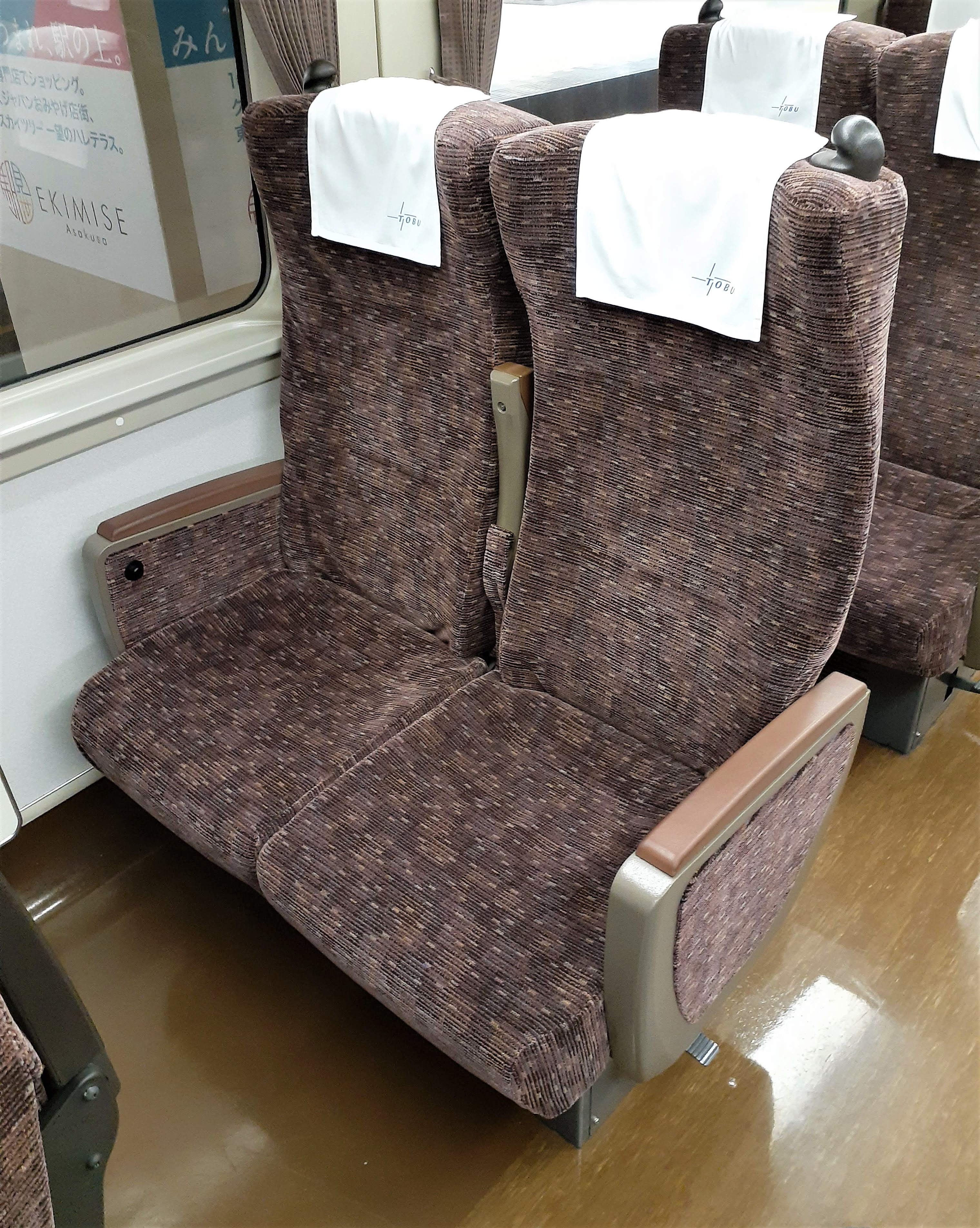
200系座席（2015年以降に新造）DRC座席を置き換え
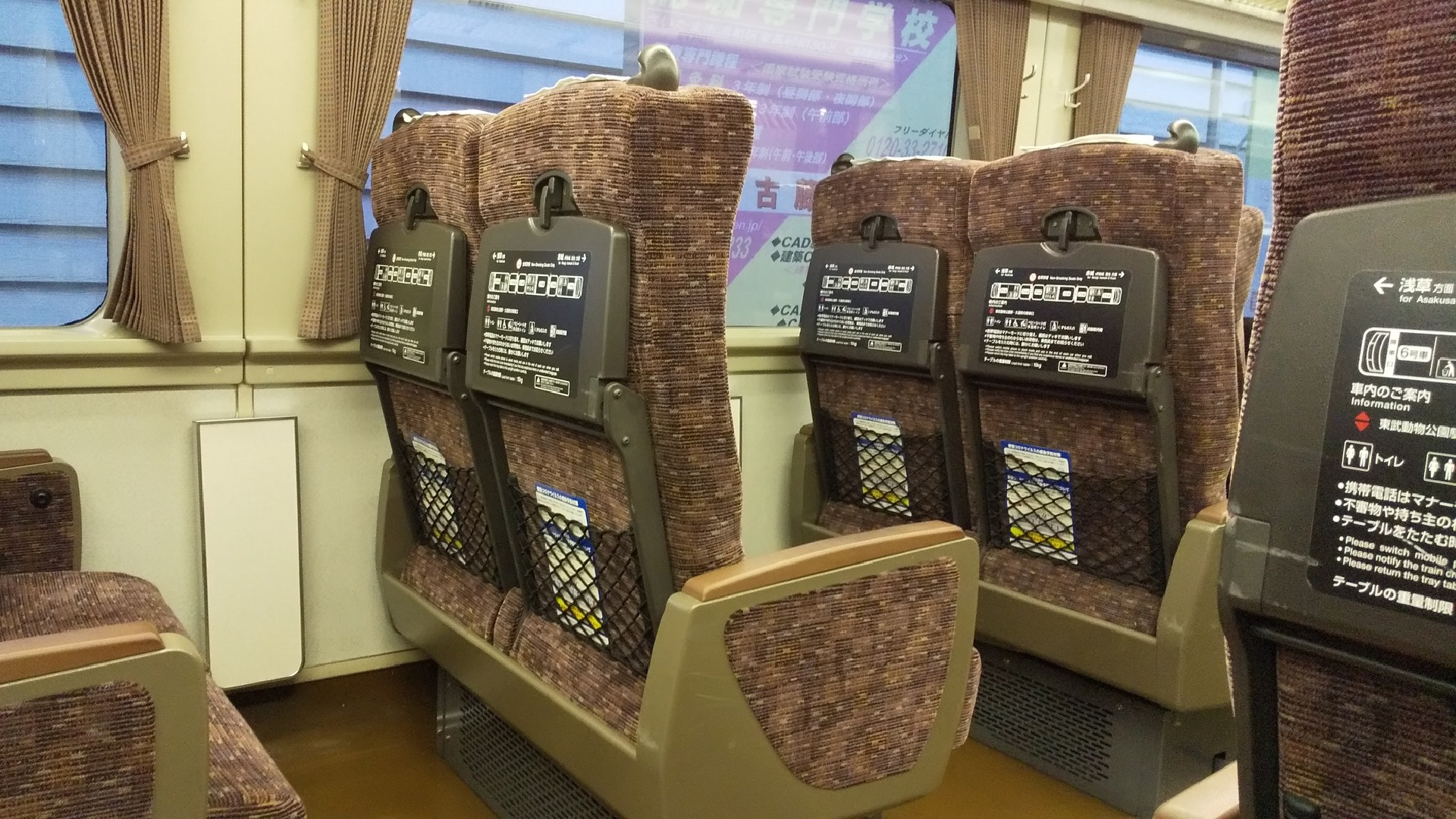
座席背面、足元にフットレストはない
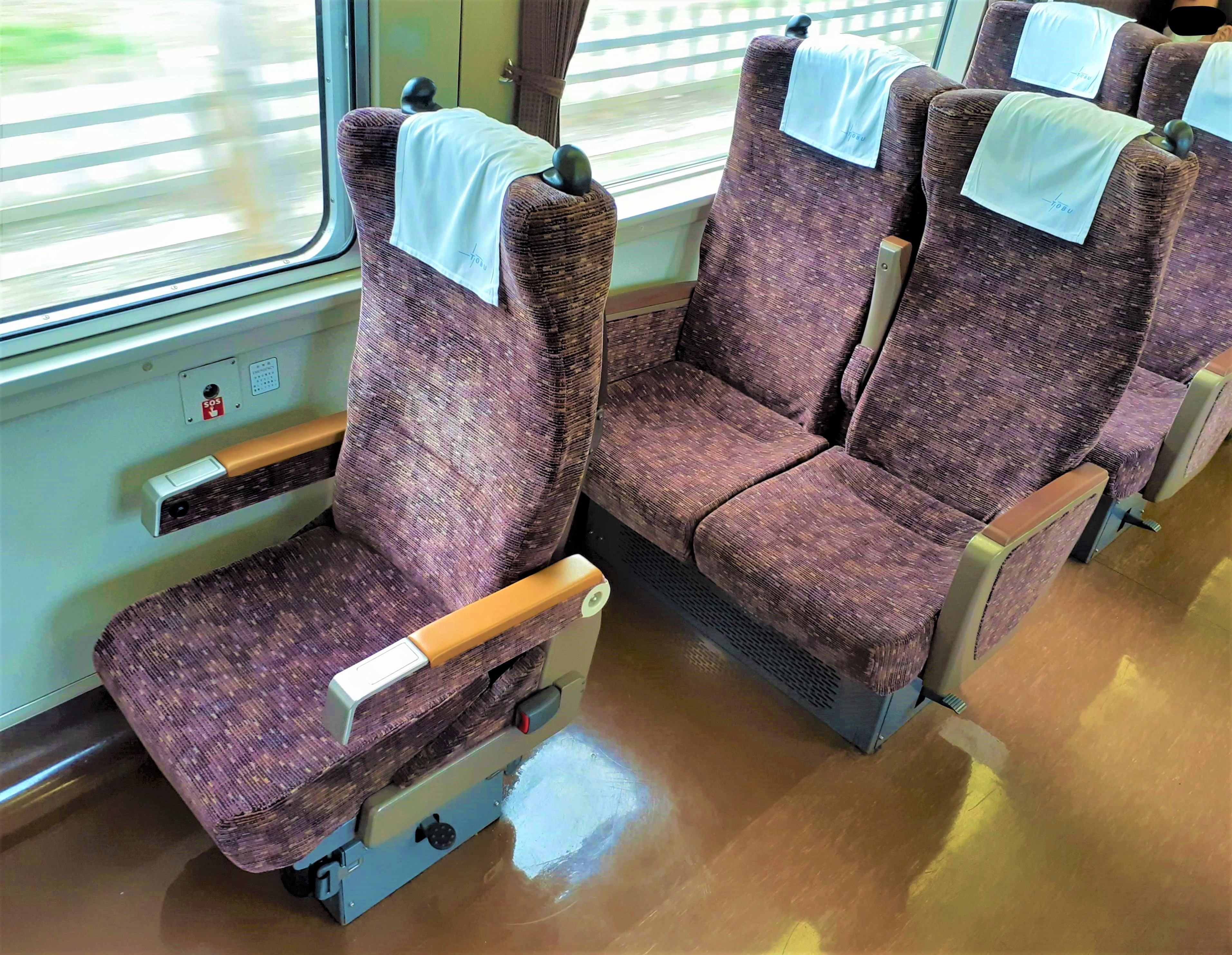
車椅子スペース
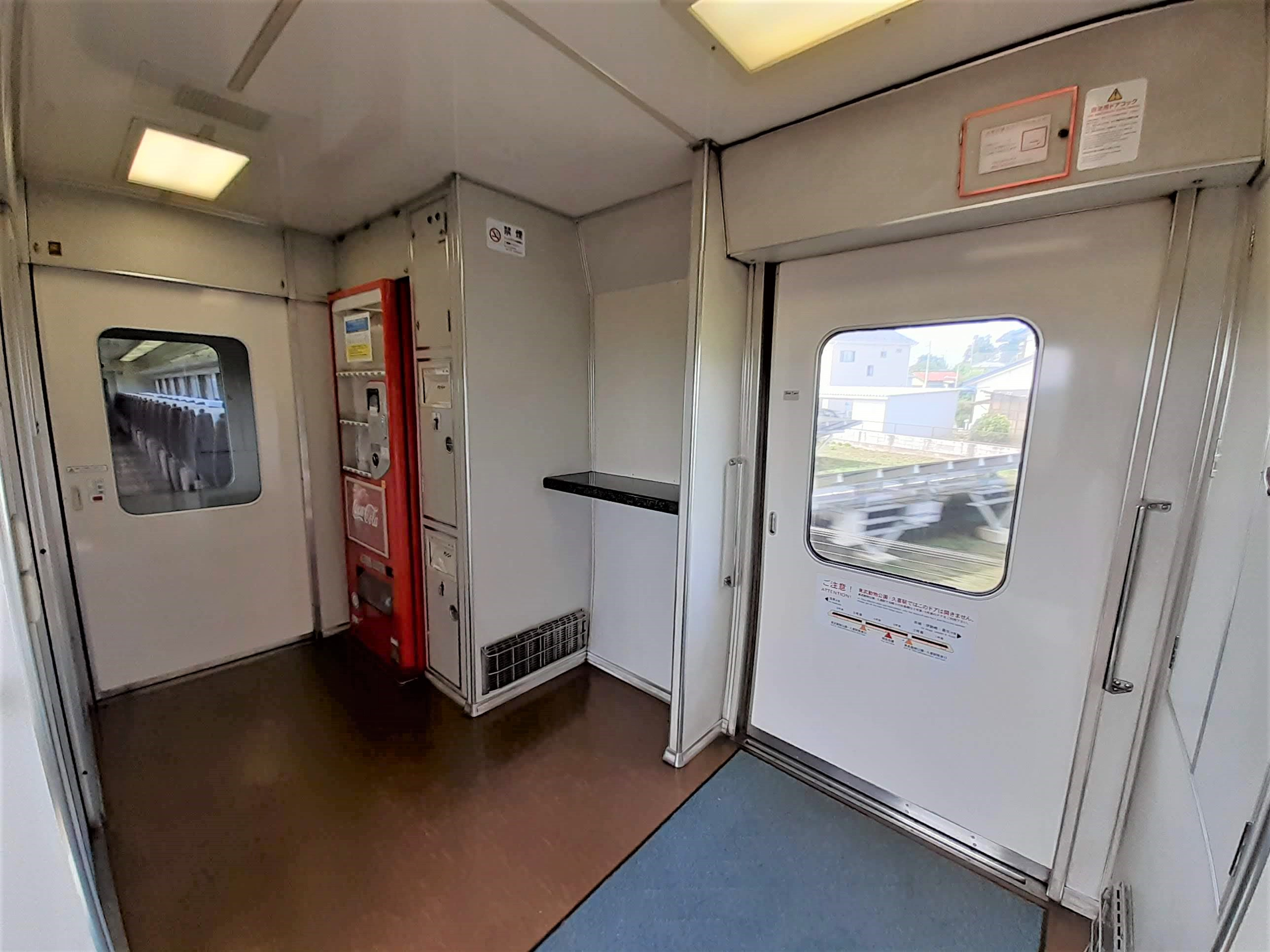
モハ200-4形（3号車）自動販売機と車内電話スペース跡

## 主要機器
前述のように、200型は1700系・1720系（以下「種車」と記す）を、250型は30000系において採用実績を有する完全新製品を搭載し、編成構成も200型が全電動車方式の6M編成、250型がMT比を1:1とした3M3T編成とそれぞれ異なる。また、下記主要機器については特筆なき限り日立製作所製の製品である。

### 主制御器

#### 200型
バーニヤ式電動カム軸超多段抵抗制御装置VMC-HTR-10Hと界磁添加励磁制御装置を新製して、モハ200-2形・-3形・-5形に搭載する。これらの組み合わせにより、後述のように200型では、種車より改造した直流直巻電動機を搭載しつつ常用制動の回生制動化と定速運転制御を実現している。
なお、東武における界磁添加励磁制御の採用例は200型が唯一である。

#### 250型
IGBT素子を用いたVVVFインバータ制御装置 (2000V/400A) を、モハ250-2形・-3形・-5形に搭載する。同主制御器は30000系において採用されたものと同一機種であるが、制御ソフトウェアの調整によって、起動加速度・加速特性等は200系と極力合わせたものとなっている。

### 主電動機

#### 200型
種車より改造した東洋電機製造製の補極補償巻線付直流直巻電動機TDK-824A（一時間定格出力75 kW）を1両当たり4基搭載する。駆動装置は中空軸平行カルダン（東洋電機製造KD-212A）、歯車比は種車同様に3.75 (75:20) とハイギヤードな設定となっており、同歯車比設定時の全界磁定格速度は66 km/hに達する。

#### 250型
三相交流かご型誘導電動機TM-95（定格出力190 kW）を電動車1両当たり4基搭載する。同主電動機も30000系において採用されたものと同一機種であるが、250型の特急用車両としての用途を考慮して歯車比が30000系の7.07 (99:14) に対して5.28 (95:18) と設定が変更された。駆動装置はTD継手式中実軸平行カルダンである。

### 台車

#### 200型

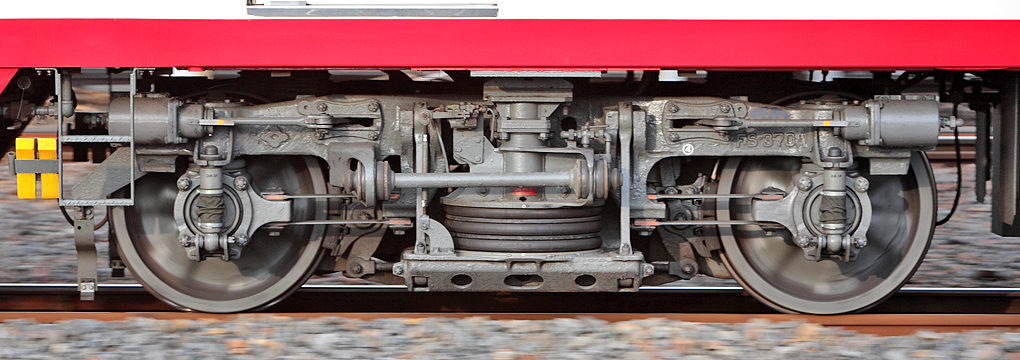
200型が装着するFS-370A台車（モハ207-1・2008年11月）

種車より改造した住友金属工業製のFS-370A（社内形式TRS-67MA）を装着する。同台車は枕ばねにベローズ型の空気ばねを採用し、枕ばね部の構造を外吊揺れ枕式とした古典的な設計を採用する空気ばね台車である。200型への流用(208Fのみ)・改造更新に際しては軸箱支持部をS形ミンデン方式からU型ゴムブッシュを併用したSUミンデン方式に改良し、その他軸受（ベアリング）部の密封コロ軸受構造 (RCC) 化・車輪のステンレス製防音リング併用一体延圧波打車輪化などが施工された。

#### 250型

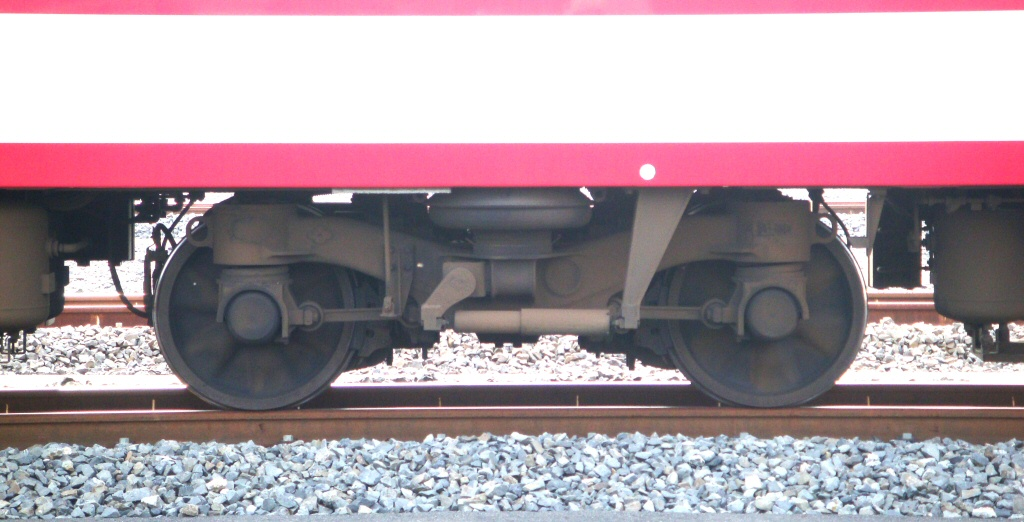
250型が装着するSS-151台車（モハ251-5・2009年10月）

住友金属工業製のモノリンク式軸箱支持ボルスタレス台車SS-151（社内形式TRS-96M、電動車用台車）・SS-051（社内形式TRS-96T、制御車・付随車用台車）を装着する。30000系の装着するSS-138・038（社内形式TRS-95M・95T）同様に基礎制動装置がユニット化され、基本設計も同一であるが、SS-151・051台車においては高速運転時の走行安定性向上目的でヨーダンパが新設された点が異なる。

### 制動装置

#### 200型
種車より改造した電磁直通ブレーキ装置 (HSC) をベースに、常用制動に回生制動を併用し、非常制動時には発電制動を併用するHSC-DRである。200型への更新に際してはフラット発生防止の観点から応荷重装置が新設されたほか、勾配線区入線時に用いる抑速制動（定速制御連動型）・降雪時に用いる抑圧制動機能も備える。

#### 250型
常用制動を回生制動優先とし、T車遅れ込め制御を実装した電気指令空気ブレーキ (HRDA-2) で、200型同様に応荷重装置・抑速制動（定速制御連動型）・抑圧制動を備えるほか、非常制動時に動作する増圧機構が追加された。

### 集電装置
200型201F - 206Fは東洋電機製造製の下枠交差形パンタグラフPT-8002を、モハ200-2形・-4形・-5形に1両当たり1基搭載するが、207F - 209Fにおいてはシングルアーム式の東洋電機製造製PT-7112Aに変更された。
250型251Fは207F - 209F同様にPT-7112Aを採用したが、編成内MT比が変更となったことに伴ってモハ250-2形に2基、モハ250-5形に1基それぞれ搭載する形に改められた。

### 補助電源装置
200型201F - 206Fは東芝製COV018-A0DC-DCコンバータ（出力140 kW）を採用し、モハ200-1形・-4形・-6形に搭載する。207F - 209FにおいてはIGBT素子を採用した東芝製INV114-B0静止形インバータ（SIV・出力190 kVA）に変更され、同じくモハ200-1形・-4形・-6形に搭載した。250系251編成においては207F - 209F同様にINV114-B0を採用するものの、モハ250-3形・クハ250-6形の1編成2基装備に改められた。

### 補助機器類
電動空気圧縮機 (CP) は200型201F - 206Fについては静音形のHS-20C（吐出量2,130 L/min）を、207F - 209Fならびに250型251Fは電動機が交流化された改良型のHS-20-I（吐出量2,130 L/min）を、モハ200-4形・-6形、モハ250-2形・-5形に各1基ずつ搭載する。
冷房装置は集約分散式の東芝製RPU-3002AJ（冷却能力10,500 kcal/h）を1両当たり3基搭載する。屋根上冷房装置カバーについては各車に4 - 5基搭載された換気装置を含めて一体型の連続形状とされ、100系の意匠を踏襲したものとなっている。

## 運用
200型・250型全編成とも南栗橋車両管区春日部支所に配属されており、臨時列車運用などを除いて特急「りょうもう」運用のみに専従する。200型・250型は日光線における定期運用を持たないが、定期車両検査が日光線南栗橋駅に隣接する南栗橋車両管区南栗橋工場で実施される都合上、検査入出場時ならびに試運転時においては日光線を走行する。
なお、両系列は通常6両編成で運用されるが、200型201F - 206Fが前述バリアフリー対策改造を施工されるに当たっては、1編成全車を工場へ入場させるのではなく、改造対象となるモハ200-4形（3号車）とユニットを構成するモハ200-3形（4号車）の2両のみを入場させる形が取られた。そのため、一旦工場へ入場して3・4号車を抜き取った後に所属車両基地へ回送される際、改造が完了した同2両を再度編成に組み込むに当たって工場へ回送される際の2度にわたって、1・2・5・6号車のみで編成された4両編成での運行が実施された。
2016年（平成28年）6月17日より200型車両1編成（208F）を友好鉄道協定を締結している台湾鉄路管理局・普悠瑪号のTEMU2000形に合わせた塗装となり、共通デザインの記念エンブレムも掲出して運行を開始した。この塗装は2018年（平成30年）11月19日をもって終了したことが発表され、元の塗装に戻されている。
2021年5月に、200型のデビュー30周年を記念してリバイバルカラーに変更されることが発表された。その後2021年8月7日より、1800系の塗装を再現したカラーリングで運行することが発表され、205F・209Fの2編成が塗装変更されることになった。車内では座席モケットも1800系と同じものに変更されている。
2024年3月31日より、アサヒ飲料との特別コラボにより、205Fが「りょうもう『カルピス』EXPRESS」としてカラーリングを「カルピス」をイメージした白と青の特別塗装に変更され運転されている。運転期間は約3年間を予定している。
2025年3月7日より3月31日までの期間限定で「MLB Tokyo Series」開催記念ラッピング列車を運行。

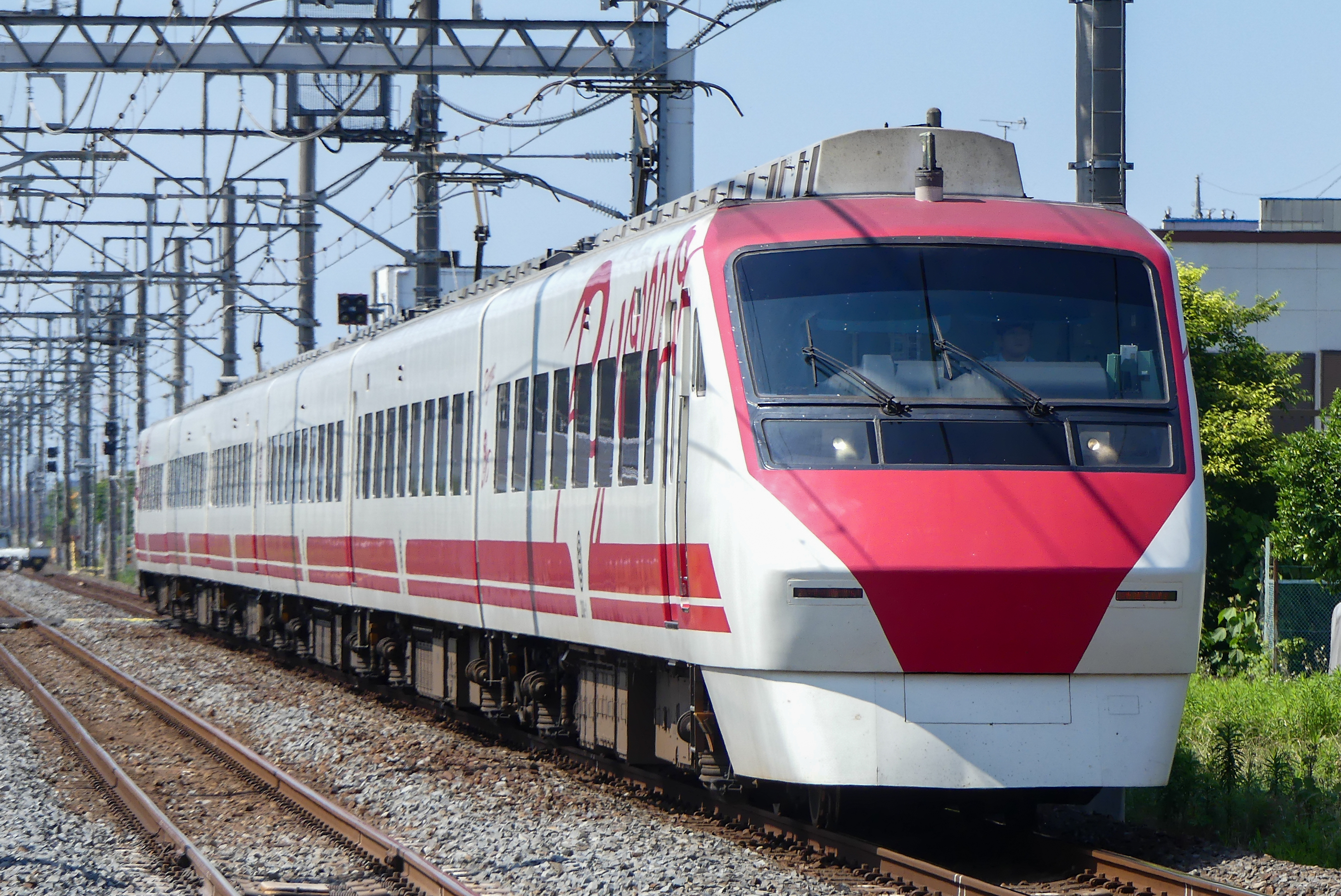
200型208F「普悠瑪デザイン」 （2018年6月 姫宮駅）
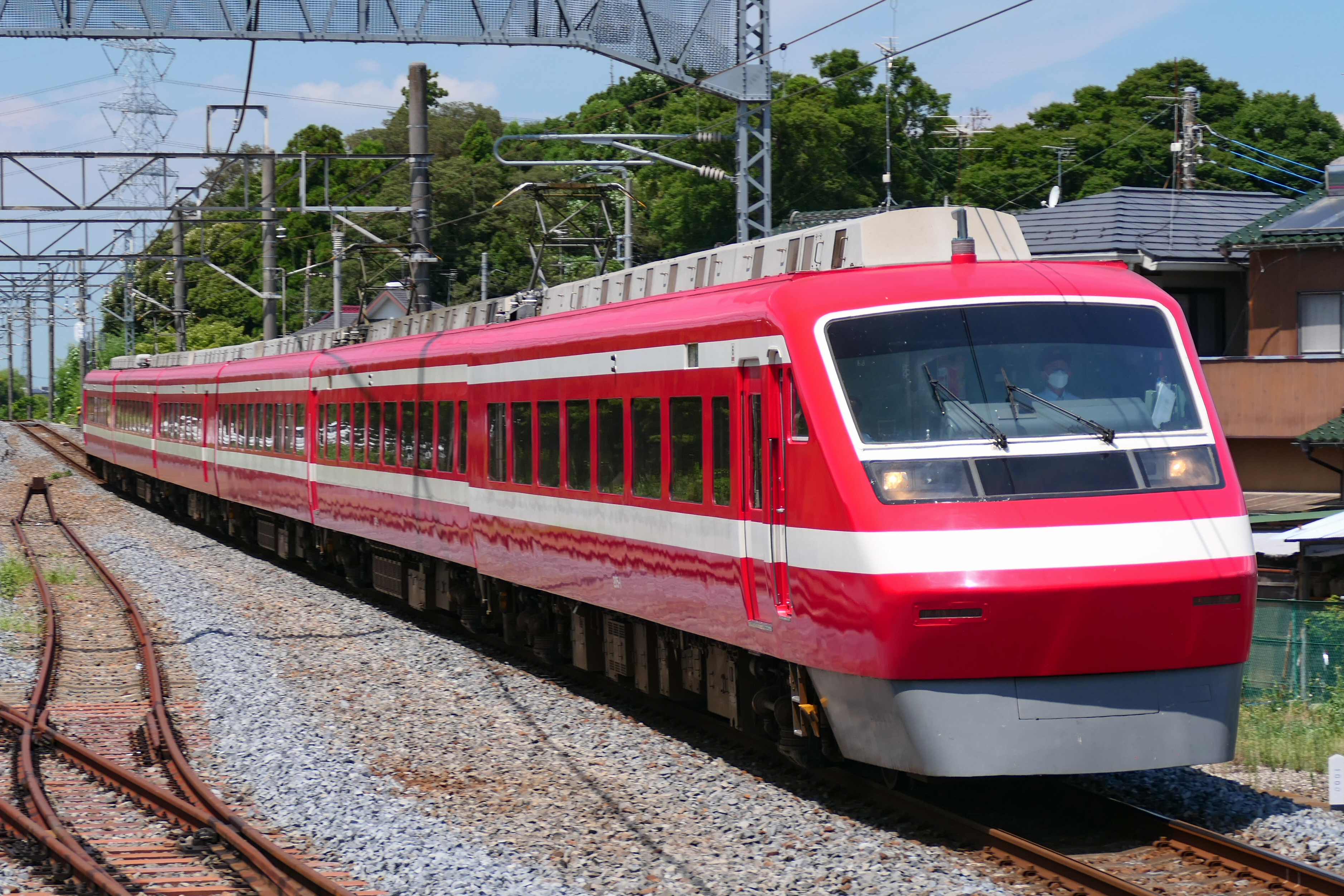
200型205F「1800系リバイバルカラー」 （2022年8月 鷲宮駅）
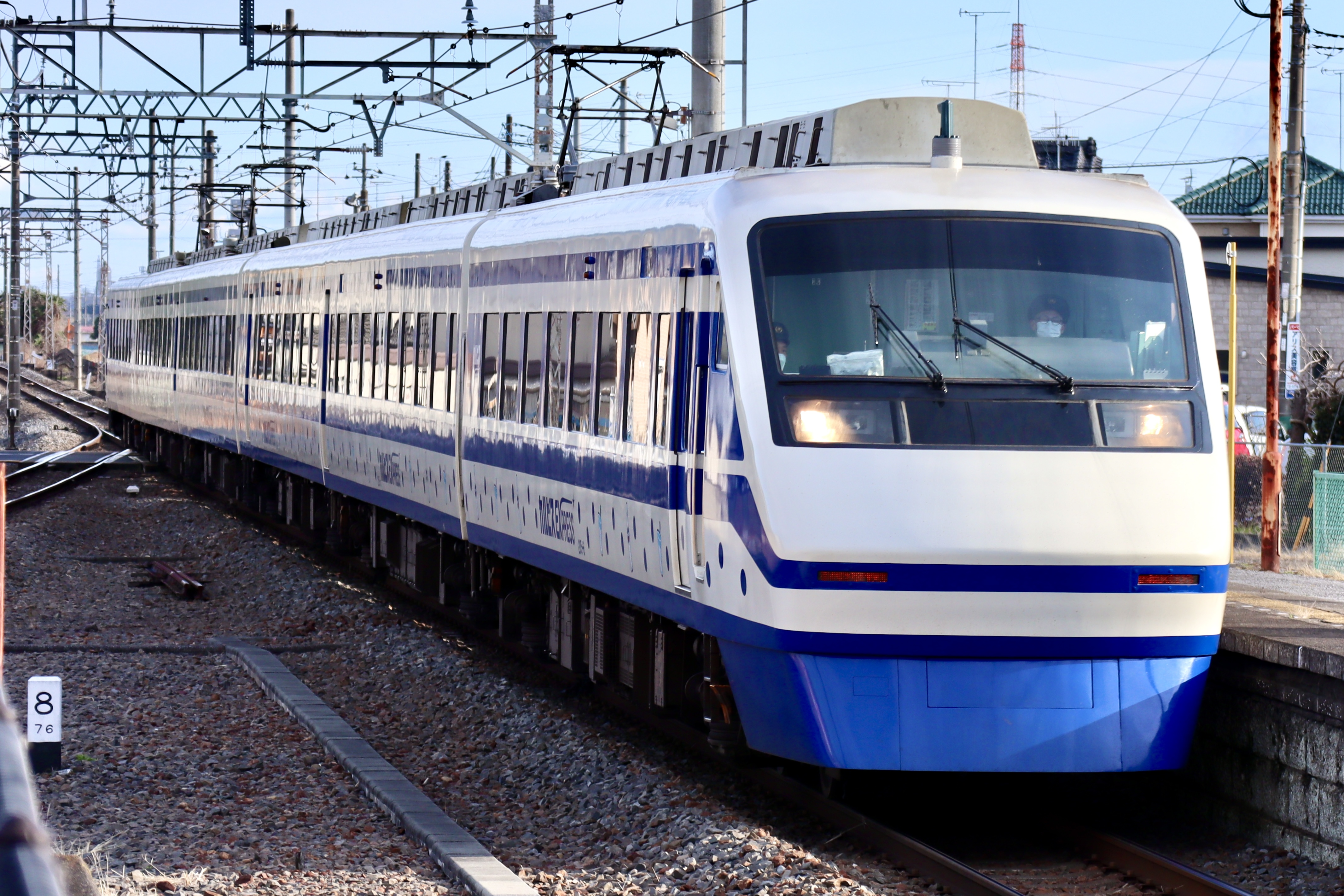
2024年3月31日より「りょうもう『カルピス』エクスプレス」として運行する205F（2024年8月 羽生駅）
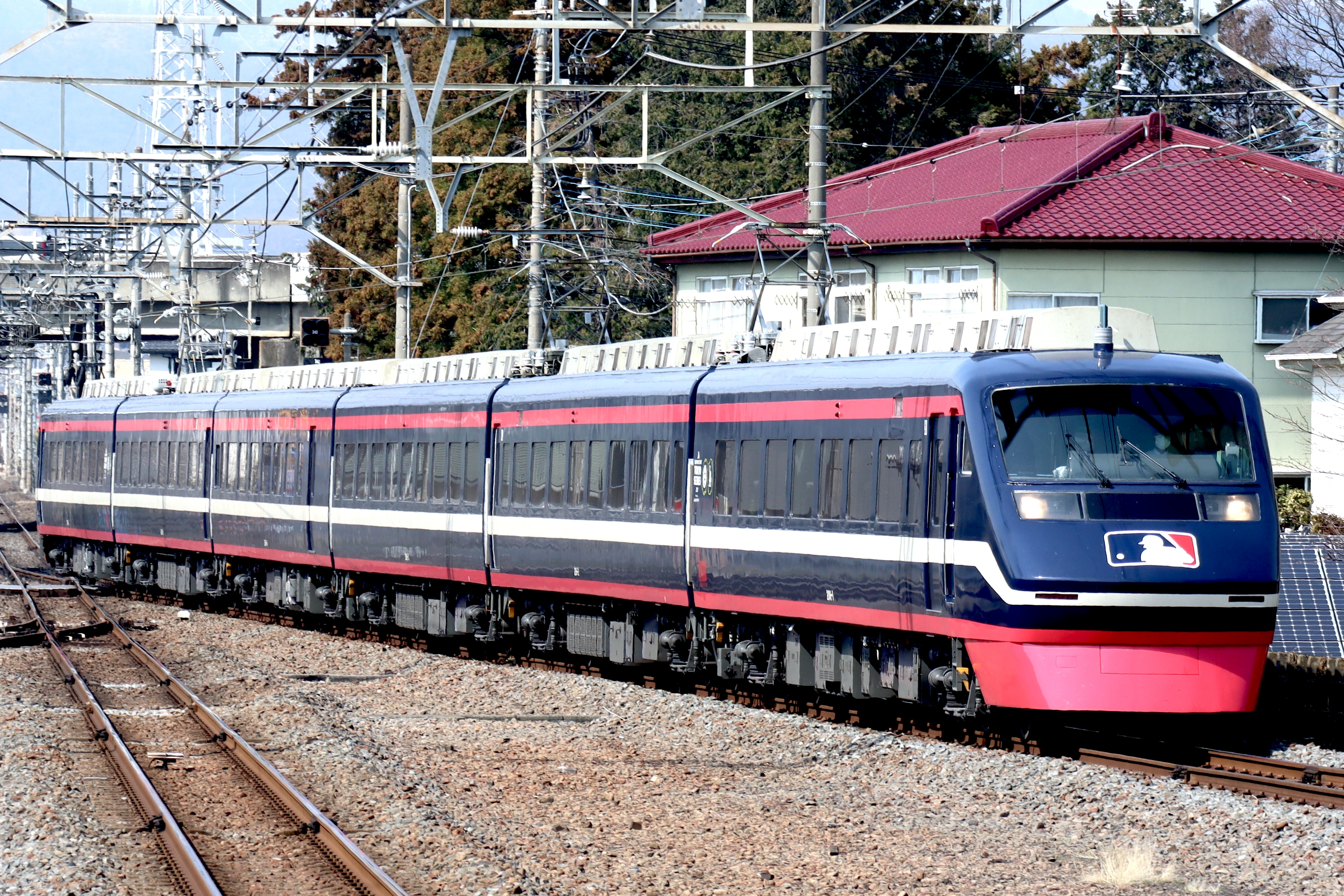
2025年3月7日〜3月31日の期間限定で運行した「MLB Tokyo Series」開催記念ラッピング列車206F（2025年3月19日）

## 編成表
凡例Mc…制御電動車、M…電動車、Tc…制御車、T…付随車
CON・VVVF…制御装置、APU…補助電源装置、CP…電動空気圧縮機、◇<>…集電装置
|          | ← 浅草伊勢崎・赤城 → |                    |                   |                  |                   |                                    |
| 号車     | 6                    | 5                  | 4                 | 3                | 2                 | 1                                  |
| 形式     | モハ200-1形 (Mc1)    | モハ200-2形 ◇(M1)  | モハ200-3形 ◇(M2) | モハ200-4形 (M3) | モハ200-5形 (M4)◇ | モハ200-6形 (Mc2)                  |
| 車番     | 201-1 ： 209-1       | 201-2 ： <209-2    | 201-3 ： <209-3   | 201-4 ： 209-4   | 201-5 ： 209-5>   | 201-6 ： 209-6                     |
| 搭載機器 | APU                  | CON                | CON               | APU,CP           | CON               | APU,CP                             |
| 自重     | 40.5 t               | 39.5 t             | 40.5 t            | 39.5 t           | 39.5 t            | 41.5 t                             |
| 形式     | クハ250-1形 (Tc1)    | モハ250-2形 <(M1)> | モハ250-3形 (M2)  | サハ250-4形 (T)  | モハ250-5形 (M3)> | クハ250-6形 (Tc2)                  |
| 車番     | 251-1                | 251-2              | 251-3             | 251-4            | 251-5             | 251-6                              |
| 搭載機器 |                      | VVVF,CP            | VVVF,APU          |                  | VVVF,CP           | APU                                |
| 自重     | 35.5 t               | 41.0 t             | 41.0 t            | 32.0 t           | 41.0 t            | 38.0 t                             |
| 定員     | 60人                 | 72人               | 76人              | 58人             | 72人              | 60人・55人(55人はバリアフリー車両) |

- 上記は2007年（平成19年）11月現在[16]、座席定員のみ2011年（平成23年）12月現在[1]。

## 車歴
| 編成番号 | 車両番号 （種車）      | 車両番号 （種車）      | 車両番号 （種車）      | 車両番号 （種車）      | 車両番号 （種車）      | 車両番号 （種車）      | 製造会社 | 竣工年月 （改造元年） | 更新前車番 （1720系） | 集電装置       | バリアフリー対応工事 | 廃車          | 最終塗装                           | 備考            |
| 201F     | モハ201-1 （モハ1741） | モハ201-2 （モハ1742） | モハ201-3 （モハ1743） | モハ201-4 （モハ1744） | モハ201-5 （モハ1745） | モハ201-6 （モハ1746） | 東急     | （1963年9月）         | 1741F                 | 下枠交差型     | 対応工事済み         | 2020年12月1日 | 原色                               | 200系廃車第一号 |
| 202F     | モハ202-1 （モハ1731） | モハ202-2 （モハ1732） | モハ202-3 （モハ1733） | モハ202-4 （モハ1734） | モハ202-5 （モハ1735） | モハ202-6 （モハ1736） | アルナ   | （1961年10月）        | 1731F                 | 下枠交差型     | 対応工事済み         | 2022年9月29日 | 原色                               |                 |
| 203F     | モハ203-1 （モハ1751） | モハ203-2 （モハ1752） | モハ203-3 （モハ1753） | モハ203-4 （モハ1754） | モハ203-5 （モハ1755） | モハ203-6 （モハ1756） | アルナ   | （1964年9月）         | 1751F                 | 下枠交差型     | 対応工事済み         |               | 原色                               |                 |
| 204F     | モハ204-1 （モハ1711） | モハ204-2 （モハ1712） | モハ204-3 （モハ1713） | モハ204-4 （モハ1714） | モハ204-5 （モハ1715） | モハ204-6 （モハ1716） | 東急     | （1957年8月）         | 1711F                 | 下枠交差型     | 対応工事済み         |               | 原色                               |                 |
| 205F     | モハ205-1 （モハ1701） | モハ205-2 （モハ1702） | モハ205-3 （モハ1703） | モハ205-4 （モハ1704） | モハ205-5 （モハ1705） | モハ205-6 （モハ1706） | アルナ   | （1956年2月）         | 1701F                 | 下枠交差型     | 対応工事済み         |               | りょうもう×『カルピス』EXPRESS塗装 |                 |
| 206F     | モハ206-1 （モハ1761） | モハ206-2 （モハ1762） | モハ206-3 （モハ1763） | モハ206-4 （モハ1764） | モハ206-5 （モハ1765） | モハ206-6 （モハ1766） | アルナ   | （1968年11月）        | 1761F                 | 下枠交差型     | 対応工事済み         |               | MLB Tokyo Series開催記念ラッピング |                 |
| 207F     | モハ207-1 （モハ1781） | モハ207-2 （モハ1782） | モハ207-3 （モハ1783） | モハ207-4 （モハ1784） | モハ207-5 （モハ1785） | モハ207-6 （モハ1786） | 東急     | （1973年7月）         | 1781F                 | シングルアーム | 落成当初より対応     |               | 原色                               |                 |
| 208F     | モハ208-1 （モハ1721） | モハ208-2 （モハ1722） | モハ208-3 （モハ1723） | モハ208-4 （モハ1724） | モハ208-5 （モハ1725） | モハ208-6 （モハ1726） | アルナ   | （1960年9月）         | 1721F                 | シングルアーム | 落成当初より対応     | 2021年8月16日 | 原色                               |                 |
| 209F     | モハ209-1 （モハ1771） | モハ209-2 （モハ1772） | モハ209-3 （モハ1773） | モハ209-4 （モハ1774） | モハ209-5 （モハ1775） | モハ209-6 （モハ1776） | アルナ   | （1971年9月）         | 1771F                 | シングルアーム | 落成当初より対応     |               | 1800系リバイバル                   |                 |
| 251F     | クハ251-1              | モハ251-2              | モハ251-3              | サハ251-4              | モハ251-5              | クハ251-6              | アルナ   | 1998年2月             | -                     | シングルアーム | 落成当初より対応     | 2022年6月7日  | 原色                               | 新造車          |

## 後継車について
2014年4月30日に発表された「東武グループ中期経営計画2014〜2016」の基本戦略の中には「新型特急の投入（日光線・伊勢崎線系統）」と記されており、2017年4月から500系電車が営業運転を開始し、「りょうもう」にも館林行の下り1本のみ導入された。500系は2017年4月28日に発表された「東武グループ中期経営計画2017〜2020」でも増備が計画されているが、本形式の置き換えについては明言されていなかった。
その後2020年11月9日より「りょうもう」25・44・47号が、翌10日より「りょうもう」8号が500系電車による「リバティりょうもう」に変更された。これ以後、ダイヤ修正・改正の都度に「リバティりょうもう」への列車置き換えが進められており、2022年3月12日のダイヤ改正で佐野線への乗り入れが消滅している。一方、2023年3月18日のダイヤ改正では、下り「リバティりょうもう」3・17・33・47号、上り「リバティりょうもう」4・20・34・48号（いずれも3両編成）を「りょうもう」に置き換えた。さらに定員数を増やすため、同じく2023年3月18日のダイヤ改正で下り「リバティりょうもう」1号、上り「リバティりょうもう」2・18号を3両編成→6両編成に変更した。なおこのダイヤ改正で「リバティりょうもう」初の6両編成での運転となった。
これにより2019年10月頃より休車となっていた201Fが2020年12月1日に北館林荷扱所へ回送され、本系列初の廃車となった。
2021年8月16日には、208Fが北館林荷扱所へ回送され、廃車となった。
2022年6月7日には、同年3月12日のダイヤ改正より休車となっていた251Fが北館林荷扱所へ回送され、廃車となった。
2022年9月29日には、同年3月12日のダイヤ改正より南栗橋車両管区春日部支所に疎開され、休車となっていた202Fが北館林荷扱所へ回送され、廃車となった。